# Linia kolejowa Psków – Pieczory
Linia kolejowa Psków – Pieczory – linia kolejowa w Rosji łącząca stację Psków Pasażerski ze stacją Pieczory Pskowskie i z granicą państwową z Estonią. Zarządzana jest przez region petersbursko-witebski Kolei Październikowej (część Kolei Rosyjskich). 
Linia położona jest w obwodzie pskowskim. Na całej długości jest niezelektryfikowana i jednotorowa.

## Historia
Linia została otwarta w 1889 jako fragment Kolei Pskowsko-Ryskiej. Początkowo linia leżała w Imperium Rosyjskim, w latach 1918 - 1940 przedzielona była granicą estońsko-sowiecką, następnie w całości w Związku Sowieckim (1940 - 1991). Od 1991 znajduje się w granicach Rosji.